# دودينكا
دودينكا (بالروسية: Дудинка) هي إحدى مدن روسيا في الكيان الفدرالي الروسي كراسنويارسك كراي.
يبلغ عدد سكانها 22,175 نسمة (حسب إحصاء عام 2010).

## المناخ
يظهر الجدول التالي التغييرات المناخية على مدار السنة لدودينكا:
| البيانات المناخية لـدودينكا           | البيانات المناخية لـدودينكا | البيانات المناخية لـدودينكا | البيانات المناخية لـدودينكا | البيانات المناخية لـدودينكا | البيانات المناخية لـدودينكا | البيانات المناخية لـدودينكا | البيانات المناخية لـدودينكا | البيانات المناخية لـدودينكا | البيانات المناخية لـدودينكا | البيانات المناخية لـدودينكا | البيانات المناخية لـدودينكا | البيانات المناخية لـدودينكا | البيانات المناخية لـدودينكا |
| الشهر                                 | يناير                       | فبراير                      | مارس                        | أبريل                       | مايو                        | يونيو                       | يوليو                       | أغسطس                       | سبتمبر                      | أكتوبر                      | نوفمبر                      | ديسمبر                      | المعدل السنوي               |
| ------------------------------------- | --------------------------- | --------------------------- | --------------------------- | --------------------------- | --------------------------- | --------------------------- | --------------------------- | --------------------------- | --------------------------- | --------------------------- | --------------------------- | --------------------------- | --------------------------- |
| الدرجة القصوى °م (°ف)                 | −0.3 (31.5)                 | −0.6 (30.9)                 | 4.2 (39.6)                  | 8.8 (47.8)                  | 26.5 (79.7)                 | 31.2 (88.2)                 | 32.3 (90.1)                 | 30.0 (86.0)                 | 24.5 (76.1)                 | 12.3 (54.1)                 | 2.7 (36.9)                  | 0.7 (33.3)                  | 32.3 (90.1)                 |
| متوسط درجة الحرارة الكبرى °م (°ف)     | −22.7 (−8.9)                | −22.3 (−8.1)                | −15.8 (3.6)                 | −9.3 (15.3)                 | −1.1 (30.0)                 | 11.1 (52.0)                 | 19.1 (66.4)                 | 15.8 (60.4)                 | 7.4 (45.3)                  | −4.8 (23.4)                 | −16.3 (2.7)                 | −21.1 (−6.0)                | −5 (23)                     |
| المتوسط اليومي °م (°ف)                | −26.9 (−16.4)               | −26.6 (−15.9)               | −21.2 (−6.2)                | −15.1 (4.8)                 | −5 (23)                     | 6.7 (44.1)                  | 13.8 (56.8)                 | 11.2 (52.2)                 | 4.0 (39.2)                  | −7.9 (17.8)                 | −20.5 (−4.9)                | −25.1 (−13.2)               | −9.4 (15.1)                 |
| متوسط درجة الحرارة الصغرى °م (°ف)     | −31 (−24)                   | −30.8 (−23.4)               | −26 (−15)                   | −20.2 (−4.4)                | −8.5 (16.7)                 | 3.3 (37.9)                  | 9.5 (49.1)                  | 7.6 (45.7)                  | 1.4 (34.5)                  | −10.9 (12.4)                | −24.7 (−12.5)               | −29.3 (−20.7)               | −13.3 (8.1)                 |
| أدنى درجة حرارة °م (°ف)               | −56.7 (−70.1)               | −55 (−67)                   | −52.1 (−61.8)               | −45.4 (−49.7)               | −32.6 (−26.7)               | −14.2 (6.4)                 | −0.8 (30.6)                 | −2.5 (27.5)                 | −20.2 (−4.4)                | −38.8 (−37.8)               | −48.7 (−55.7)               | −53.5 (−64.3)               | −56.7 (−70.1)               |
| الهطول مم (إنش)                       | 44 (1.7)                    | 38 (1.5)                    | 34 (1.3)                    | 30 (1.2)                    | 30 (1.2)                    | 37 (1.5)                    | 44 (1.7)                    | 59 (2.3)                    | 50 (2.0)                    | 59 (2.3)                    | 46 (1.8)                    | 48 (1.9)                    | 519 (20.4)                  |
| متوسط الأيام الممطرة                  | 0.03                        | 0                           | 0.1                         | 1                           | 6                           | 13                          | 15                          | 17                          | 16                          | 5                           | 0.3                         | 0.1                         | 74                          |
| متوسط الأيام المثلجة                  | 24                          | 22                          | 21                          | 18                          | 18                          | 6                           | 0.2                         | 0.4                         | 9                           | 24                          | 23                          | 24                          | 190                         |
| متوسط الرطوبة النسبية (%)             | 75                          | 75                          | 75                          | 75                          | 79                          | 74                          | 69                          | 78                          | 82                          | 84                          | 79                          | 76                          | 77                          |
| ساعات سطوع الشمس الشهرية              | 2                           | 32                          | 131                         | 227                         | 245                         | 229                         | 308                         | 196                         | 86                          | 48                          | 7                           | 0                           | 1٬511                       |
| المصدر #1: Pogoda.ru.net              |                             |                             |                             |                             |                             |                             |                             |                             |                             |                             |                             |                             |                             |
| المصدر #2: NOAA (sun only, 1961–1990) |                             |                             |                             |                             |                             |                             |                             |                             |                             |                             |                             |                             |                             |

## أعلام
- بيتر يان